# 小野寺あゆみ
小野寺 あゆ美（おのでら あゆみ、1988年5月30日 - ）は、日本の女優、タレント。

## 出演

### DVD
- 忍法戦隊カゲリオン (2005年) 月影役
- ヴァンパイアハンター (2005年)
- 時空戦士ジュリア (2006年) ジュリア役
- 時空戦士レナ (2006年) ジュリア役
- Hazard Angel (2006年) ピエロ役
- プリティーリベリオン (2006年) スワン役
- 女戦闘員物語 (2006年)
- 超光部隊 バードソルジャー 2nd Stage (2007年) ブルー役
- 流星戦隊 コスモファイブ (2007年) 蝶野先生/女怪人パピヨル役
- 忍者特捜ジャスティーウインド (2007年)
- セーラー忍者 時空戦遊録(2008年) キリサ役
- コズモエージェント エクセル (2008年) 北大路レイ/エクセル役
- コズモエージェント ウインディ (2009年) 北大路レイ/エクセル役
- 磁力戦士マグナイザー1(2009年) 女幹部ハイドラ役

いずれもZENピクチャーズの作品

### 舞台
- お化け旅館〜踊る優麗魂〜
- どんぶり感情
- ほすぴたる
- つぎはぎ公園合唱団

### ラジオ
- ファンタジスタ (ラジオ番組)